# Hopkins (rivière de Nouvelle-Zélande)
Pour les articles homonymes, voir Hopkins.
La rivière Hopkins  (en anglais : Hopkins River) est située dans le centre de l’Ile du Sud de la Nouvelle-Zélande. Elle s’écoule vers le sud sur 40 km à partir des  Alpes du Sud jusqu’à l’extrémité nord du lac Ohau dans le bassin de Mackenzie.

## Géographie
Sa source, située sur les pentes sud du mont Hopkins, forme le point le plus au nord de la région d’Otago, et la vallée de la rivière formant un cours d'eau en tresses est une partie de la limite entre la région d’Otago et de Canterbury.
Le principal affluent de la rivière est la rivière Dobson.